# Луций Фурий Медулин (консул 474 пр.н.е.)
Вижте пояснителната страница за други личности с името Луций Фурий Медулин.
Луций Фурий Медулин Фуз (на латински: Lucius Furius Medullinus Fusus) e политик на ранната Римска република.
Луций произлиза от патрицииската фамилия Фурии. Той е избран за консул през 474 пр.н.е. заедно с Авъл Манлий Вулзон.